# Gabriele Měšťan

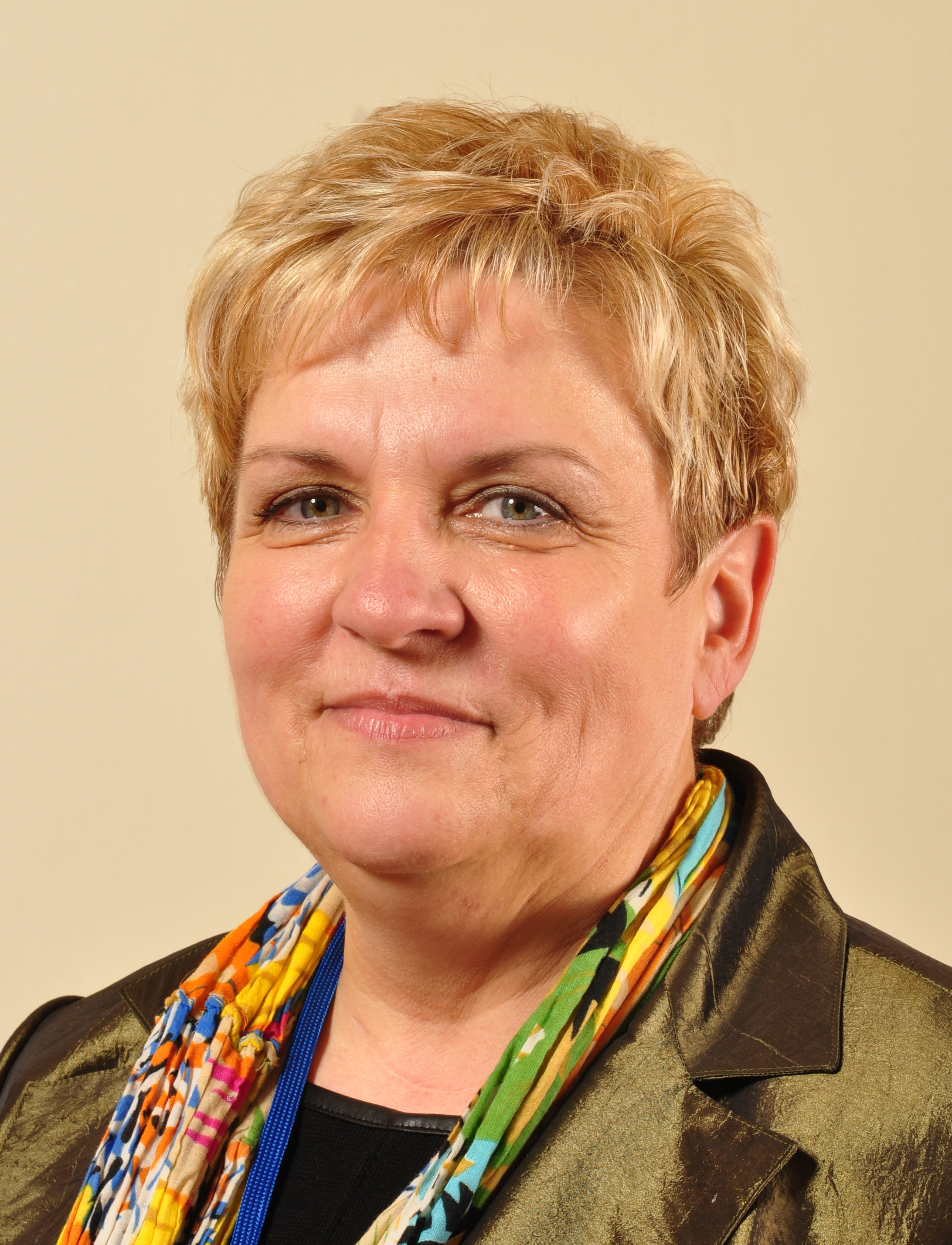
Gabriele Měšťan, 2013

Gabriele Měšťan (* 27. Dezember 1951 in Eisenach) ist eine deutsche Politikerin (Die Linke). Von 1998 bis 2011 war sie Mitglied des Landtags von Mecklenburg-Vorpommern. Bis zum Mai 2005, als sie den tschechischen Sportler und Politiker Zdeněk Měšťan heiratete, hieß sie Gabriele Schulz.

## Leben
Schulz machte 1970 ihr Abitur in Eisenach und begann anschließend ein Studium an der Karl-Marx-Universität Leipzig, das sie 1974 als Diplomhistorikerin beendete. Sie unterrichtete danach als Lehrerin für Geschichte und Russisch in Suhl. Dort war sie auch in der FDJ tätig und arbeitete bei der SED-Kreisleitung in Hagenow und als Finanzkauffrau. Von 1996 bis 1998 war sie Fachberaterin des „Kommunalpolitischen Forums Land Mecklenburg-Vorpommern“ e. V. Měšťan ist konfessionslos, verheiratet und hat zwei Kinder.

## Politik
Schulz trat 1971 der SED bei und blieb auch nach der Umwandlung 1990 in die PDS Mitglied. Von 1995 bis 2005 war sie Kreisvorsitzende der PDS Südwestmecklenburg, seit November 2005 ist sie deren stellvertretende Vorsitzende. Seit 1996 ist sie Mitglied der Vertreterversammlung der Konsumgenossenschaft Hagenow eG, außerdem ist sie Mitglied der Gewerkschaft ver.di. Von 1998 bis 2011 war Měšťan Abgeordnete im Landtag von Mecklenburg-Vorpommern. Bis zum 12. Januar 1999 war sie zweite Vizepräsidentin des Landtages. Von diesem Amt trat sie zurück, weil sie als 2. Sekretär der SED-Kreisleitung in Hagenow beruflich mit Vertretern des Ministeriums für Staatssicherheit zusammengearbeitet hatte. Von Oktober 2002 bis September 2009 war sie Parlamentarische Geschäftsführerin der PDS-Landtagsfraktion. Außerdem war Měšťan Sprecherin der Fraktion Die Linke für Kommunalpolitik und stellvertretende Vorsitzende der Enquetekommission des Landtages „Stärkung der kommunalen Selbstverwaltung“.